# هشام الإدريسي
هشام الإدريسي  (1970 المغرب) هو مدرب كرة قدم مغربي.

## روابط خارجية
- هشام الإدريسي على موقع قاعدة بيانات كرة القدم.إي يو (الإنجليزية)